# Willi Pohl
Willi Pohl ou E. W. Pless ou Willi Voss, né le 9 mai 1944, est un néonazi allemand. Il a grandi dans la Ruhr, proche des mouvements néonazis et pro-palestiniens,,. Il a aidé Wolfgang Abramowski et les terroristes de l'Organistation palestinienne Septembre noir dont Abou Daoud, dans la planification et l'exécution de la Prise d'otages des Jeux olympiques de Munich.
Il écrit des scénarios pour les séries Großstadtrevier (en) et Tatort. Pour son roman L'ennemi, il reçoit le prix Konsalik[réf. nécessaire]. Pour La loi de la jungle en 1989, il arrive en troisième place du Deutschen Krimipreis[Quoi ?].

## Travaux

### Sous le nom E. W. Pless
- Geblendet. Aus den authentischen Papieren eines Terroristen Schweizer Verlagshaus, Zürich 1979.  (ISBN 3-7263-6217-7)
- Gegner. Schweizer Verlagshaus, Zürich 1983.  (ISBN 3-7263-6377-7)
- Signum F. Rehkugler u. Voss, Reutlingen 1986.  (ISBN 3-926062-00-2)

### Sous le nom Willi Voss
- Tränen schützen nicht vor Mord. Bastei Lübbe, Bergisch Gladbach 1982.  (ISBN 3-404-36059-1)
- Frost im Blut. Bastei Lübbe, Bergisch Gladbach 1984.  (ISBN 3-404-37016-3)
- Der stirbt von selbst. Bastei Lübbe, Bergisch Gladbach 1984.  (ISBN 3-404-37022-8)
- Keine Tränen für das Opfer. Bastei Lübbe, Bergisch Gladbach 1985.  (ISBN 3-404-37033-3)
- Auch Narren sterben einsam. Bastei Lübbe, Bergisch Gladbach 1986.  (ISBN 3-404-10778-0)
- Das Gesetz des Dschungels. Ullstein, Frankfurt/M. 1988.  (ISBN 3-548-10565-3)
- Die Nacht, der Tod. Ullstein, Frankfurt/M. 1990.  (ISBN 3-548-10658-7)
- Pforte des Todes. Pendragon, Bielefeld 2009.  (ISBN 978-3-86532-154-1)

## Scénarios de télévision
- Stoevers Fall, Tatort, 1992
- Der Flußpirat, Großstadtrevier, 1992
- Auf Gift gebaut, Großstadtrevier, 1992
- Singvogel, Tatort, 1994
- Crashkids, Großstadtrevier, 1995